# 후시
후시(後市)는 조선 후기 사상(私商)들이 전개한 밀무역으로 조선에서 청나라로 사신을 보낼 때 청나라의 회동관에서 이루어진 회동관 후시, 중강에서 이루어진 중강 후시, 의주 맞은편의 책문(柵門)에서 이루어진 책문 후시가 대표적이다. 또 함경도 경원 등에서 야인과 거래한 북관 후시, 부산 등의 왜관에서 왜인과 거래한 왜관 후시가 있었다. 한편 후시에서 이루어진 무역 거래를 후시무역(後市貿易)이라 한다.

## 책문 후시
책문 후시(柵門後市)는 조선 현종 초년부터 구련성(九連城)과 봉황성(鳳凰城) 중간의 책문에서 행해지던 청과의 통상이다. 조선의 교역으로는 청나라에 대한 조공무역, 사행(使行)에 따른 사무역, 기타 청구에 따른 교역이 행해졌다.
그리고 중기 이후에는 압록강변의 중강 개시와 야인에 대해 경원·경성·회령에서 개시를 행하였다. 후기의 대청(對淸) 무역상 중강개시는 1646년(인조 24년)에 복설(復設)되었는데 금제된 사상(私商)의 도량(跳梁)이 심하여 마치 자유무역의 양상을 나타냈으며, 그 후 약 50년간 중강 후시(中江後市)란 이름하에 대단한 번영을 이룩하였다.
그러나 1700년(숙종 26년)에 일단 폐지되었다가 현종 초년부터 통상이 시작되어 소위 책문후시란 이름으로 불리었다. 이 후시는 상당한 번창을 이루었다. 조정에서는 시초에는 금하였으나 할 수 없이 묵인하는 대신 세금을 부과하여 국고수입을 삼았다. 1754년(영조 30년)에 책문후시가 공인됨에 따라 피물(皮物)·지물(紙物)·수(紬)·저포(苧布) 등의 수출은 막대하였다.
1787년(정조 11년) 후시를 일체 혁파하고자 하였으나 효과가 없었고, 이곳에서의 조선 상인과 만주 상인들의 교역은 개항 때까지 계속되었다.

## 같이 보기
- 개시